# Stadnica
Stadnica (deutsch Wilhelmshof) ist ein Ort in der polnischen Woiwodschaft Ermland-Masuren und gehört zur Landgemeinde Banie Mazurskie (Benkheim) im Powiat Gołdapski (Kreis Goldap).

## Geographische Lage
Stadnica liegt an der Goldap (polnisch Gołdapa) im Nordosten der Woiwodschaft Ermland-Masuren. Die einstige Kreisstadt Angerburg (polnisch Węgorzewo) liegt 22 Kilometer in östlicher Richtung, die heutige Powiathauptstadt Gołdap (Goldap) 16 Kilometer in nordwestlicher Richtung.

## Geschichte
Im Jahre 1828 wurde das damalige Wilhelmshof gegründet, und bald war ein großes Vorwerk entstanden – etwas mehr als ein Kilometer südwestlich des Gutes Sperling (polnisch Wróbel). Bis zum Jahre 1930 gehörte es zum Gutsbezirk Sperling im Kreis Angerburg im Regierungsbezirk Gumbinnen der preußischen Provinz Ostpreußen gehörte. Im Jahre 1930 kam Wilhelmshof mit Sperling zur Landgemeinde Benkheim (polnisch Banie Mazurskie), deren Ortsteil es bis 1945 war.
Im Jahre 1945 kam in Kriegsfolge das gesamte südliche Ostpreußen zu Polen. Wilhelmshof erhielt die polnische Bezeichnung „Stadnica“ und ist heute dem Schulzenamt (polnisch Sołectwo) Wróbel (Sperling) zugeordnet. So eingebunden ist Stadnica heute ein Teil der Landgemeinde Banie Mazurskie, die zum Powiat Gołdapski in der Woiwodschaft Ermland-Masuren gehört.

## Kirche
Wilhelmshof war über den Gutsbezirk Sperling bis 1945 in das evangelische Kirchspiel der Kirche in Benkheim im Kirchenkreis Angerburg innerhalb der Kirchenprovinz Ostpreußen der Kirche der Altpreußischen Union eingepfarrt. Die zuständige katholische Pfarrkirche war die in Goldap im Bistum Ermland. Heute ist die Situation umgekehrt: Stadnica ist Teil der neu errichteten katholischen Pfarrgemeinde Banie Mazurskie im Dekanat Gołdap im Bistum Ełk (Lyck) der Katholischen Kirche in Polen. Die evangelischen Kirchenglieder gehören zur Kirche in Gołdap, einer Filialgemeinde von Suwałki in der Diözese Masuren der Evangelisch-Augsburgischen Kirche in Polen.

## Verkehr
Stadnica liegt verkehrsgünstig an der polnischen Woiwodschaftsstraße 650 (einstige deutsche Reichsstraße 136), die die drei Kreisgebiete  Kętrzyn, Węgorzewo und Gołdap verbindet. Bis 1945 war Benkheim die nächste Bahnstation an der Bahnstrecke Angerburg–Goldap, die nicht mehr betrieben wird.